# Эсино (посёлок)
Эсино — упразднённый в 1966 году посёлок в Ковровском районе Владимирской области России. Объединен с с. Иваново (Иваново-Эсино), ныне административный центр Ивановского сельского поселения.

## География
Расположено между федеральной трассой М7 «Волга» Москва — Нижний Новгород и станцией Эсино железнодорожной линии Ковров — Муром.

## История
В 1879 году через село Иваново проложили железнодорожную ветку Ковров — Муром, затем появилась железнодорожная станция «Соколово». Она в 1910-х годах была переименована в «Эсино».
При станции возник посёлок Эсино.
В 1966 году Решением Владимирского облисполкома № 151 от 14.02.1966 село Иваново объединено с посёлком Эсино Ивановского сельсовета.